# Selli Engler
Selli Engler (Świebodzin, 27 september 1899 - Berlin-Marienfelde, 30 april 1972) was een schrijfster, uitgeefster en activiste binnen het lesbische circuit van de Weimarrepubliek. Die BIF, het eerste tijdschrift volledig voor en door (lesbische) vrouwen geschreven, werd door haar uitgegeven. Begin jaren 1930 maakte ze echter een politieke ommezwaai en begon het naziregime met haar werk te ondersteunen.

## Vroege leven
Engler werd geboren in Świebodzin, een stad die tegenwoordig in het oosten van Polen ligt. Tijdens haar geboorte, viel het gebied onder het Duitse Keizerrijk. Ze kreeg de naam Selma Engler, maar zou al snel de bijnaam Selli gebruiken. Engler was het tiende kind binnen een groot gezin van twaalf kinderen. In 1912 stierf haar vader, waarna haar moeder met vijf van haar kinderen, onder wie Engler, naar Berlijn trok. Hier had Engler, toen ze eenmaal volwassen was, verschillende baantjes. Na 1921 namen de inmiddels volwassen, maar jongere, kinderen binnen het gezin deze taak over. Engler nam de huishoudelijke verantwoordelijkheden van haar moeder over, die inmiddels vertrokken was naar het huis van één van haar zoons, om hier het huishouden te runnen. Hierdoor had Engler de vrijheid en tijd om Die BIF op te starten.

## Publicaties en homorechtenactivisme
Engler begon eind jaren 1920 met het schrijven en uitgeven van Die BIF. Het blad was uniek in dat het voor het eerst uitgegeven werd door een vrouw die op vrouwen viel; iets wat voordien niet het geval was; bladen als Die Freundin en Frauenliebe werden gepubliceerd door (homoseksuele) mannen. Het blad, dat slechts kort werd uitgegeven, inspireerde ook tot het oprichten van een vrouwenclub voor vrouwen die op vrouwen vielen. Ook deze zou al snel opgedoekt worden.
Het was echter het begin van een carrière. Engler besloot ook voor andere bladen, zoals Die Freundin en de Frauenliebe te schrijven. Opvallend was, dat haar schrijven hand in hand ging met haar activisme. Engler en veel andere activisten uit die tijd, wilden van het stigma van homoseksualiteit af, dat nauw geassocieerd werd met ongebreidelde seksuele verlangens en hyperseksualiteit en daarmee als een gevaarlijk alternatief voor de frigide heteroseksuele matrone werd beschouwd. Engler schreef niet alleen politieke stukken, maar probeerde de focus op seksualiteit ook in lange verhalen tegen te gaan. Zo schreef zij een reeks verhalen over een vrouw die in eerste instantie binnen de lesbische wereld in aanraking komt met een vrouw die enkel gefocust is op seks, maar uiteindelijk settelde met een kalme matrone met wie zij een relatie aanging met een vriendschappelijke basis.
Tot 1929 was Engler nauw betrokken bij het Deutscher Freundschaftsverband (DFV) en schreef ze voornamelijk voor de Frauenliebe, dat bij die groep hoorde. Vanaf 1929 maakte Engler echter de overstap naar Bund für Menschenrecht (BfM), dat verbonden was aan Die Freundin. Mogelijke aanleiding hiervoor was wellicht de frictie die ontstaan was rond Monbijou en Damenklub Violetta, die in deze periode hadden aangekondigd samen te gaan. Deze vereniging zou niet doorgaan, maar leidde wel tot spanningen tussen beide clubs, die net als de bladen met respectivelijk de DFV en de BfM geassocieerd waren.

## Na 1931
In 1931 besloot Engler de wereld van het queere Berlijn volledig te laten vallen. Ze stopte met het schrijven van artikelen in de verschillende lesbische tijdschriften en probeerde weer werk te krijgen als boekhoudster. Dit lukt in eerste instantie maar matig, waarna ze besloot zich te laten bijscholen, daarna vindt ze vanaf 1938 weer werk. In 1931 schreef ze een toneelstuk met de naam Heil Hitler!. Ze stuurde het stuk naar Hitler twee jaar later, zodat het voor propagandadoeleinden kon worden gebruikt. Het stuk werd door de Rijksdramaturg echter afgewezen en werd nooit opgevoerd. Mogelijk was het vooral bedoeld om in een goed blaadje te komen bij de nazi's, want Engler meldde zich later bij de voorloper van de Reichskulturkammer. Engler wordt echter niet toegelaten. Het is desondanks heel goed mogelijk dat Englers denkbeelden aansloten bij die van de nazi's. Ze lijkt echter geen lid te zijn geweest van de Nationaalsocialistische Duitse Arbeiderspartij. Hoe het ook zij, Engler zou nog tweemaal proberen tot Reichskulturkammer toegelaten te worden. Beide keren mag ze enkel incidenteel publiceren maar wordt ze niet tot de Kammer toegelaten.
Na de oorlog werd ze niet vervolgd, simpelweg omdat het toneelstuk Heil Hitler! nooit daadwerkelijk gepubliceerd of opgevoerd werd. Ze bleef de rest van haar leven in Berlijn wonen en bleef zichzelf in adresboeken aanduiden als 'schrijfster'. Verder is er weinig bekend over haar leven na de Tweede Wereldoorlog. In 1972 stierf ze in Berlin-Marienfelde.